# Ганлі-Фолс (Міннесота)
Ганлі-Фолс (англ. Hanley Falls) — місто (англ. city) в США, в окрузі Єллоу-Медісін штату Міннесота. Населення — 243 особи (2020).

## Географія
Ганлі-Фолс розташоване за координатами 44°41′31″ пн. ш. 95°37′10″ зх. д. / 44.69194° пн. ш. 95.61944° зх. д. (44.691981, -95.619454).  За даними Бюро перепису населення США в 2010 році місто мало площу 0,65 км², уся площа — суходіл.

## Демографія
Згідно з переписом 2010 року, у місті мешкали 304 особи в 107 домогосподарствах у складі 74 родин. Густота населення становила 469 осіб/км².  Було 120 помешкань (185/км²).
Расовий склад населення:
| - 92,8 % — білих - 1,3 % — вихідців з тихоокеанських островів - 1,3 % — корінних американців - 0,3 % — чорних або афроамериканців - 3,6 % — осіб інших рас |

До двох чи більше рас належало 0,7 %. Частка іспаномовних становила 28,9 % від усіх жителів.
За віковим діапазоном населення розподілялося таким чином: 36,5 % — особи молодші 18 років, 55,9 % — особи у віці 18—64 років, 7,6 % — особи у віці 65 років та старші. Медіана віку мешканця становила 27,4 року. На 100 осіб жіночої статі у місті припадало 112,6 чоловіків;  на 100 жінок у віці від 18 років та старших — 101,0 чоловіків також старших 18 років.
Середній дохід на одне домашнє господарство  становив 62 014 долари США (медіана — 57 083), а середній дохід на одну сім'ю — 66 775 доларів (медіана — 61 563). За межею бідності перебувало 9,3 % осіб, у тому числі 13,5 % дітей у віці до 18 років та 6,7 % осіб у віці 65 років та старших.
Цивільне працевлаштоване населення становило 201 осіб. Основні галузі зайнятості: будівництво — 27,9 %, освіта, охорона здоров'я та соціальна допомога — 21,4 %, виробництво — 20,4 %.